# Avant-cour

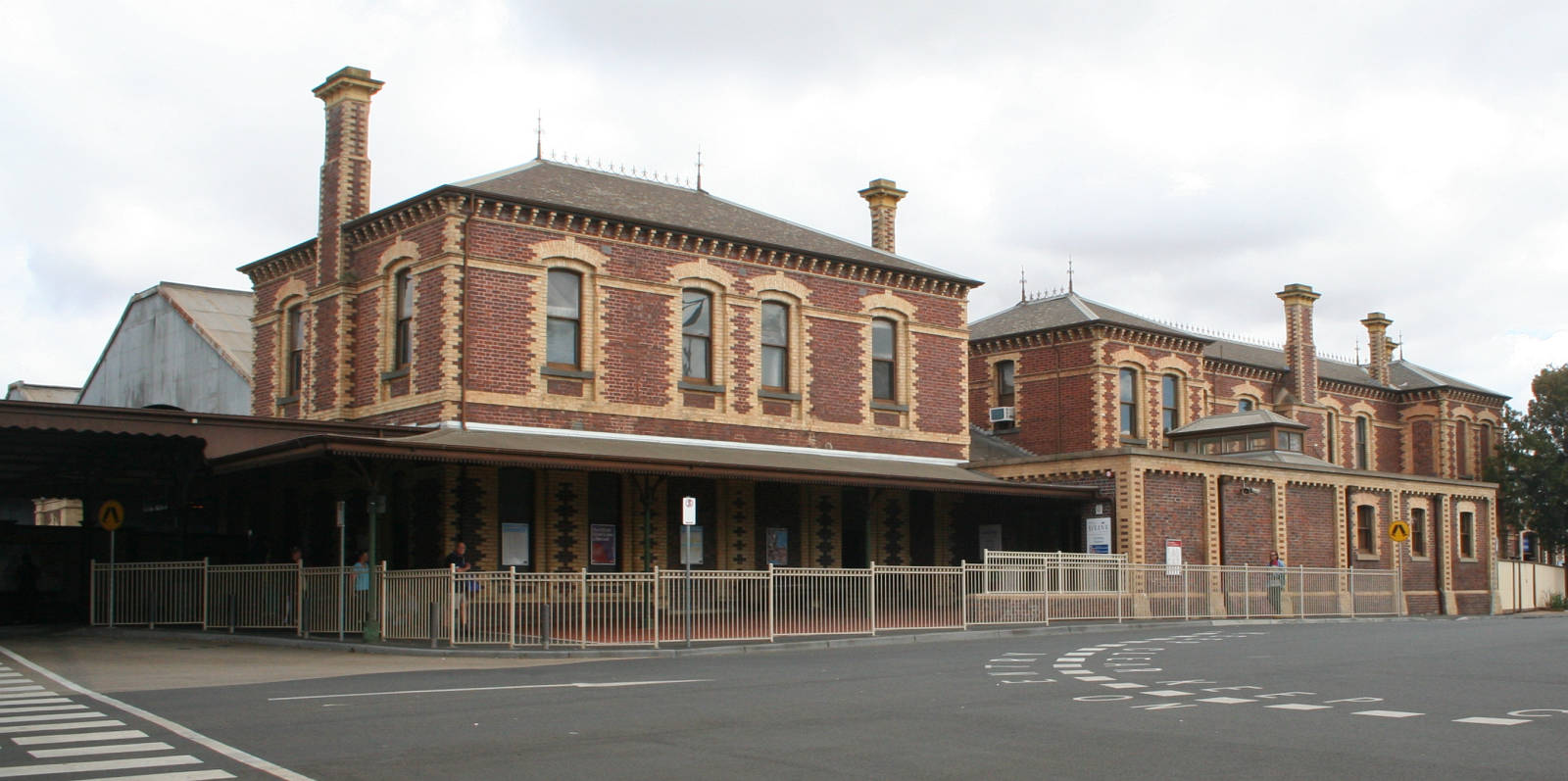
Exemple d'une avant cour clôturé avec du Zimmerman.

Une avant-cour est une cour située immédiatement devant un bâtiment.